# Гебель, Оскар Германович
Оскар Германович Гебель (Гёбель) (нем. Oskar Goebel; 1831—?) — российский педагог.
Происходил из обер-офицерских детей. Родился в 1831 году Лифляндской губернии, в Вендене.
В 1853 году окончил Главный педагогический институт и 16 июля вступил в службу — учителем географии 1-й Московской гимназии. В 1856 году получил место старшего учителя латинского языка в 3-й Московской гимназии, где преподавал до 1869 года, когда получил назначение директором открывшейся  в Смоленской губернии Вяземской мужской гимназии.
Был произведён в статские советники 3 марта 1871 года; 28 декабря 1873 года награждён орденом Св. Анны 2-й степени с императорской короной; также имел орден Св. Станислава 3-й степени и орден Св. Владимира 4-й степени.
С 12 января 1874 года был назначен директором 4-й Московской гимназии и исполнял эту должность до 1882 года.
В отставке жил в Москве, затем, возможно, уехал на родину, в Лифляндию.

## Комментарии
1. ↑  Имеется информация, что в 1892 году участие в переписи населения Риги принимал Oskar Goebel — см. 1892.11.12 Rigasche Stadtblätter / Aus den Protokollen der lit.-prakt. Bürgervervindung. Архивная копия от 15 мая 2019 на Wayback Machine (нем.)